# 2016 en jeu vidéo
| Années du jeu vidéo : 2013 - 2014 - 2015 - 2016 - 2017 - 2018 - 2019    |
| Décennies du jeu vidéo : 1980 - 1990 - 2000 - 2010 - 2020 - 2030 - 2040 |

Cet article présente les faits marquants de l'année 2016 concernant le jeu vidéo.

## Événements
- 23 février : Activision Blizzard finalise le rachat de King pour 5,9 milliards de dollars[1].
- 20 octobre : création du Paris Saint-Germain eSports, section sport électronique du PSG, dirigée par Yellowstar, ancien joueur professionnel de League of Legends[2].
- 20 octobre : Nintendo présente officiellement leur nouvelle console hybride, la Nintendo Switch pour une sortie en mars 2017[3].
- 10 novembre : Sony lance une nouvelle version plus puissante de sa PlayStation 4 sortie en 2013, la PlayStation 4 Pro, supportant la Ultra HD et HDR[4].

### Salons et manifestations
- mars : Japan Expo Sud à Marseille
- mai : DreamHack à Tours
- juin : E3 2016  à Los Angeles
- août : gamescom à Cologne
- septembre : Tokyo Game Show à Tokyo
- octobre : Paris Games Week à Paris
- décembre : PlayStation Experience à Anaheim

## Jeux notables
Les jeux suivants sont sortis en 2016 :
- Abzû (Windows, PS4)
- Aderyn's Cradle (Windows)
- Battleborn (PC, PS4, Xbox One)
- Battlefield 1 (PC, PS4, Xbox One)
- Black Desert Online (PC)
- Call of Duty: Infinite Warfare (PC, PS4, Xbox One)
- Dark Souls III (PC, PS4, Xbox One)
- Dead by Daylight (PC, PS4, Xbox One)
- Deus Ex: Mankind Divided (PC, PS4, Xbox One)
- Digimon Story: Cyber Sleuth (PS4)
- Digimon World: Next Order (PS Vita)
- Dishonored 2 (PC, PS4, Xbox One)
- Doom (PC, PS4, Xbox One)
- Dragon Quest Builders (PS3, PS4, PS Vita)
- Dragon Quest Heroes II (PS3, PS4, PS Vita)
- Dragon Quest Monsters: Joker 3 (Nintendo 3DS) (Japon)
- Far Cry Primal (PC, PS4, Xbox One)
- FIFA 17 (PS4, Xbox One, PC, Xbox 360, PS3)
- Final Fantasy XV (PS4, Xbox One)
- Fire Emblem Fates , 3DS)
- Forza Horizon 3 (PC, Xbox One)
- Furi (PC, PS4)
- Gears of War 4 (Xbox One, PC)
- Hearts of Iron 4 (PC)
- Hitman (PC, PS4, Xbox One)
- Homefront: The Revolution (PC, PS4, Xbox One)
- KanColle Kai (PS Vita)
- Mafia III (PC, PS4, Xbox One)
- Mario et Sonic aux Jeux olympiques de Rio 2016 (Nintendo 3DS, Wii U)
- Mario Party: Star Rush (Nintendo 3DS)
- Melee Battlegrounds (Linux, Microsoft Windows)
- Metroid Prime: Federation Force (Nintendo 3DS)
- Mirror's Edge Catalyst (PC, PS4, Xbox One)
- Mighty No. 9 (Nintendo 3DS, PC, PS Vita, PS3, PS4, Xbox 360, Xbox One, Wii U)
- Monster Hunter Generations (Nintendo 3DS)
- Naruto Shippūden: Ultimate Ninja Storm 4 (PS4, Xbox One, Windows)
- NBA 2K17 (PS4, Xbox One, PC, Xbox 360, PS3)
- No Man's Sky (PC, PS4)
- Oculus Medium (Oculus Rift)
- Odin Sphere Leifthrasir (PS3, PS4, PS Vita)
- Overwatch (PC, PS4, Xbox One)
- Paper Mario: Color Splash (Wii U)
- Pathfinder Online (PC)
- Persona 5 (PS3, PS4)
- Plants vs Zombies Heroes (iOS, Android)
- Pokémon Go (iOS, Android)
- Pokémon Soleil et Lune (3DS)
- Pro Evolution Soccer 2017 (PC, PS4, Xbox One)
- Ratchet and Clank (PS4)
- Scrap Mechanic (PC)
- Slither.io (web, iOS, Android)
- Stardew Valley (PC, Xbox One, PS4)
- Star Fox Zero (Wii U)
- Star Ocean 5: Integrity and Faithlessness (PS4, PS3)
- Stellaris (PC)
- Steep (PS4, Xbox One, Windows)
- Street Fighter V (PC, PS4)
- Sword Art Online: Hollow Realization (PS4, PS Vita)
- The Last Guardian (PS4)
- Titanfall 2 (PC, PS4, Xbox One)
- Tom Clancy's The Division (PC, PS4, Xbox One)
- Tokyo Mirage Sessions ♯FE (Wii U)
- Total War: Warhammer (Mac OS X, Windows)
- TrackMania Turbo (Windows, PS4, Xbox One)
- Uncharted 4: A Thief's End (PS4)
- Uppers (PS Vita)
- Valkyria Chronicles Remastered (PS4)
- Vintage Story (Windows et Linux)
- Watch Dogs 2 (PS4, Xbox One, Windows)
- World of Final Fantasy (PS4, PS Vita)
- World of Warcraft: Legion (PC)
- XCOM 2 (Windows, OS X, Linux)
- Yakuza Kiwami (PS4, PS3)
- Yakuza 6 (PS4)
- Zero Time Dilemma (Nintendo 3DS, PS Vita)

## Meilleures ventes

### Ventes de consoles en France
Chiffres des consoles de jeux vidéo vendues en France,,,
| Classement | Console          | Constructeur | Unités vendues | PDM  | Total     |
| ---------- | ---------------- | ------------ | -------------- | ---- | --------- |
| 1          | PlayStation 4    | Sony         | 1 067 000      | 46%  | 3 221 000 |
| 2          | Nintendo 3DS     | Nintendo     | 697 000        | 30%  | 4 765 000 |
| 3          | Xbox one         | Microsoft    | 311 000        | 13%  | 1 026 000 |
| 4          | Wii U            | Nintendo     | 90 000         | 4%   | 832 000   |
| 5          | NES Mini         | Nintendo     | 84 000         | 4%   | 84 000    |
| 6          | PlayStation Vita | Sony         | 28 000         | 1%   | 535 000   |
| -          | Autres           | -            | 66 000         | 2%   | -         |
| -          | Total            | -            | 2 343 000      | 100% | -         |

## Récompenses
Overwatch est élu meilleur jeu de l'année (Game of the Year en anglais) lors des The Game Awards 2016.